# パース・オーバル
パース・レクタンギュラー・スタジアムはオーストラリア・西オーストラリア州パースにあるスタジアムである。命名権によりHBFパーク（HBF Park）という。1996年よりサッカーのパース・グローリーのホームスタジアムとして使用されているほか、ウェスタンオーストラリア・ラグビーリーグの本拠地でもある。古くはロットン・パークと呼ばれていた。

## 現状
現在の収容者数は立ち見エリアを含めて18000人以上で、長方形のグラウンド形状からもっぱらサッカーおよびラグビーリーグ・ラグビー(ユニオン)に使用され、時にはコンサート会場ともなりその際の収容能力は最大30000人に達する。Aリーグのパース・グローリーのほか、2007年に1シーズンだけ開催されたラグビーの全国リーグであるオーストラリアン・ラグビー・チャンピオンシップに参加していたパース・スピリットもこのスタジアムを本拠地としていた。2009年には、NRLの公式戦も2試合行われている。
パースをフランチャイズとするウェスタン・フォースは、2009年までパース市内のスビアコ・オーバルを使用していたが、グラウンドが楕円形のためラグビー観戦では観客席からフィールドまでの距離が遠いという欠点があった。そのため、2010年シーズンより当スタジアムを使用することになった。それに伴い、観客席が増設され、収容能力は最終的に約25500人まで拡張される見通しである。
このスタジアムは、今も「テラス」という立ち見エリアを北側スタンドに残しており、現在一般的なスタジアムとは一線を画している。この、「シェッド」と呼ばれる屋根付きのエリアは、パース・グローリーの試合において熱狂的なファンが陣取ることで知られている。

## 歴史

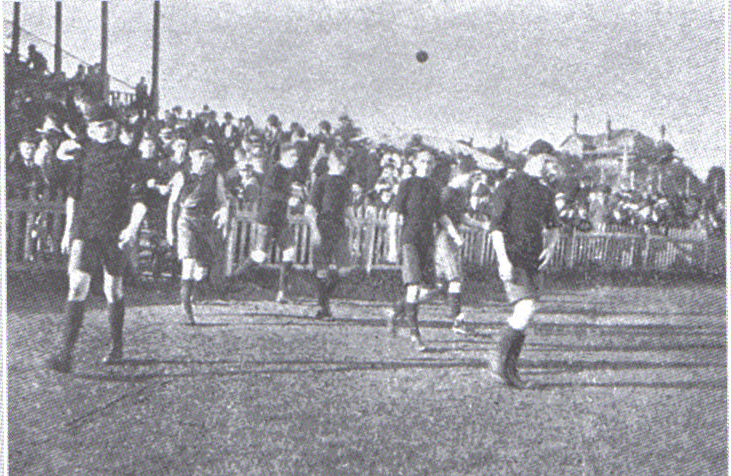
1919年におこなわれたオーストラリアン・フットボールの試合での選手入場シーン

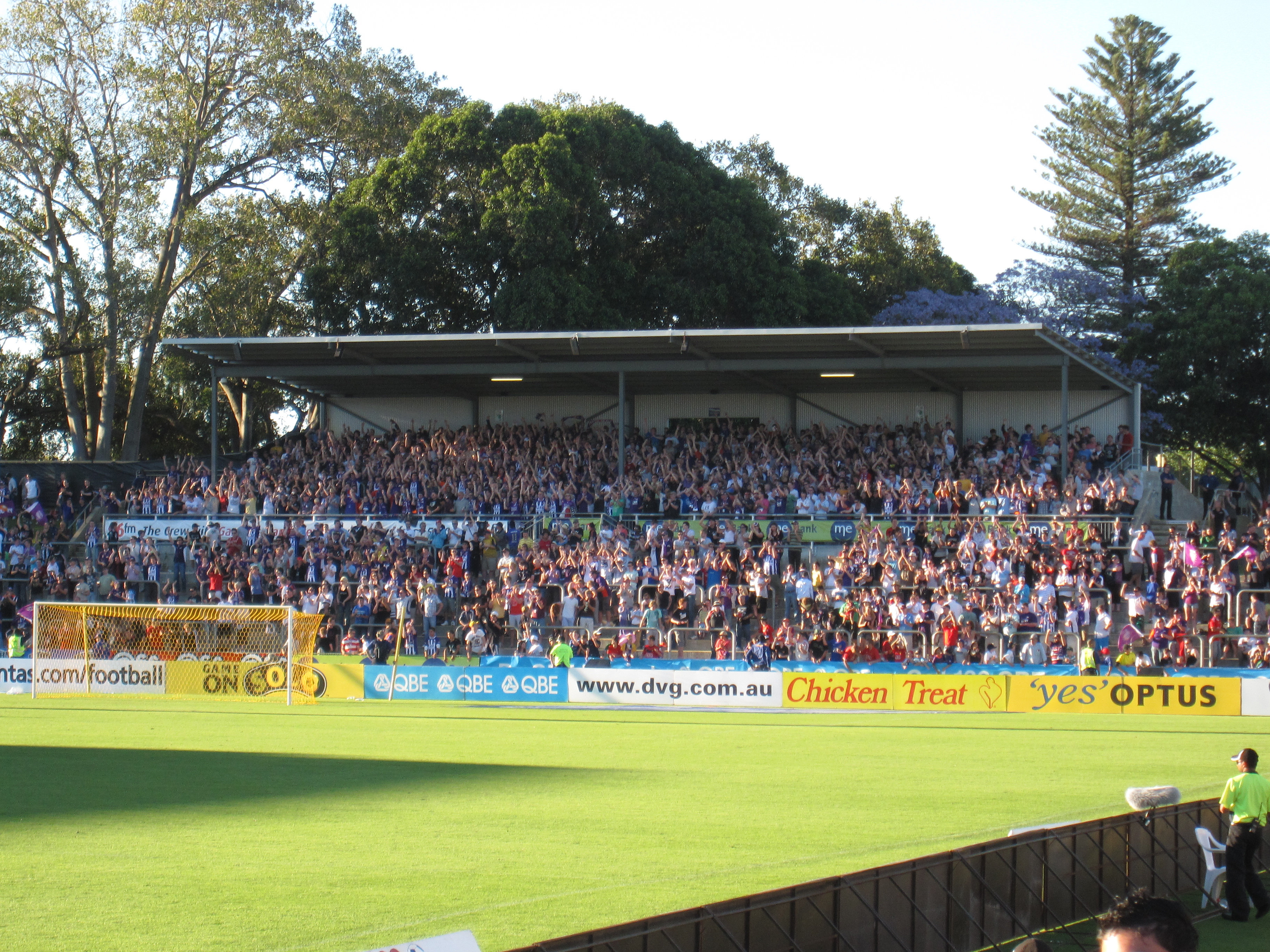
ゴール裏・サイドスタンドの「シェッド」に集うパース・グローリーのファン

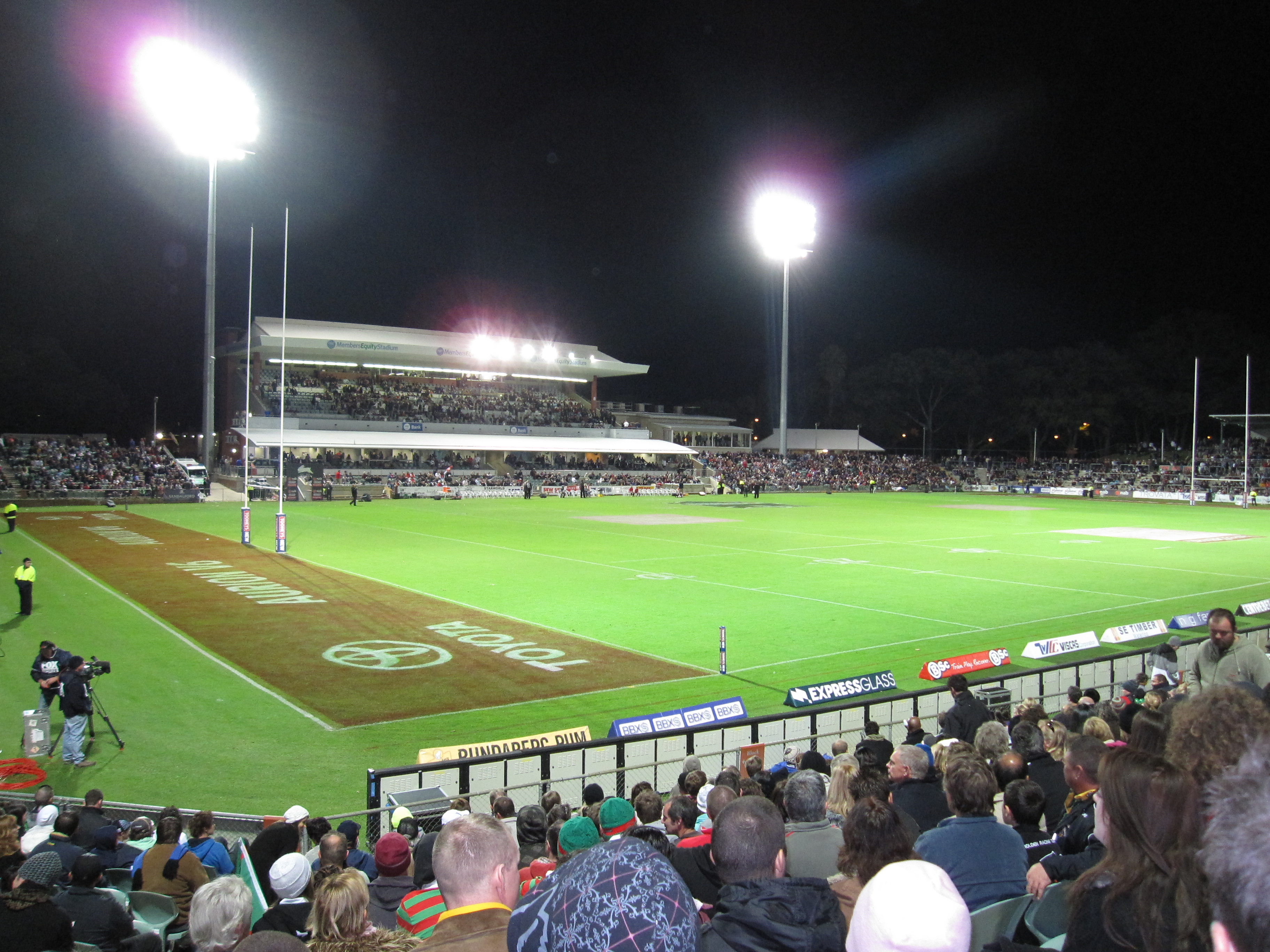
ナイトゲームで行われたNRL・サウスシドニー対メルボルンの試合

現在スタジアムのある土地は、元々、パース市長であったウィリアム・ロットンの私有地であった。1904年にロットンはこの土地をパース市に売却し、住民の憩いの場所として役立てようとした。1910年ごろには、敷地の北西角に現存する入場門が建設されている。また、オーストラリアン・フットボールのイーストパースFCがここを本拠地とするようになったのも同じころで、以来イーストパースFCは1999年までパース・オーバルをホームスタジアムとし続けていた。なお、ライバルであるウェストパースFCおよびパースFCのホームゲームが行われることもあった。さらに、クリケットの試合も開催され、ノースパースというチームは1912年から1975年まで、ユニバーシティというチームも1913年から1929年までここをホームスタジアムとして試合を行っている。サッカー場としても早い時期から利用されており、土地がパース市のものとなるよりも以前の1903年には約2000人の観衆を迎えて試合が開催されている。1905年には当時の西オーストラリア州サッカー協会がこの土地の買収を企図したものの、価格面で折り合いがつかず断念している。1927年には、西オーストラリア州の選抜チームがチェコスロバキア(当時)から招いたボヘミアンズ1905というチームに3-11という屈辱的な大敗を喫した。
2004年に改修工事が行われるまで、パース・オーバルは名前の通り楕円形のグラウンドを持っていた。パース・グローリーが1996年に試合をおこなうようになってからは、サッカー開催時にグラウンド内に仮設スタンドを設置して観戦しやすくしていた。この状態が4年続いたのち、パース・グローリーのためにパース・オーバルは長方形のグラウンドとそれを取り囲む常設スタンドを有するスタジアムへと改修されることが決定した。
観客動員数の最高は、1969年におこなわれたオーストラリアン・フットボールのイーストパース対ウェストパースの試合で、26760人という観客数が記録されている。サッカーの試合に限った場合、1998-99シーズンのパース・グローリー対サウスメルボルンFC戦での18067人が最高である。また、2004年の改修工事以降では、2009年1月のウェスタン・フォース対クルセイダーズのプレシーズンマッチにおける18104人が最大観客動員数となっている。

## コンサート利用

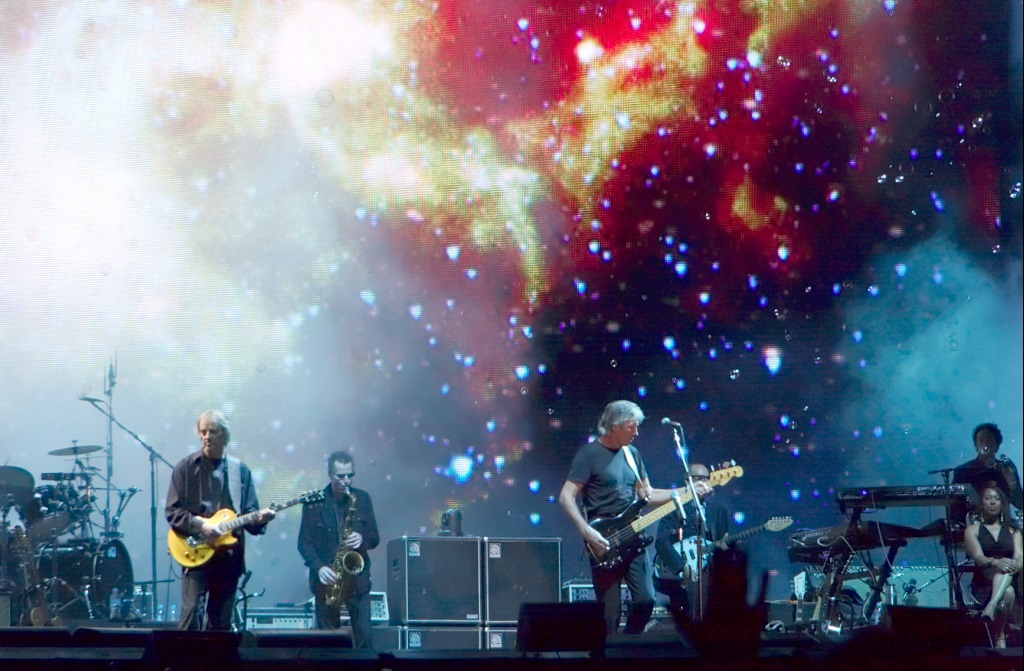
2007年2月のロジャー・ウォーターズのコンサート

パース・オーバルはライブコンサート等の会場としても利用されている。
コンサートを開催した主なアーティスト
- ルチアーノ・パヴァロッティ 2005年10月29日
- ロジャー・ウォーターズ 2007年2月9日
- エリック・クラプトン 2007年2月11日
- ポリス 2008年2月1日・2日
- ロッド・スチュワート 2008年3月5日
- セリーヌ・ディオン 2008年4月8日
- エルトン・ジョン 2008年5月10日
- デフ・レパード 2008年10月31日
- ビリー・ジョエル 2008年11月23日
- ザ・フー 2009年4月4日
- パール・ジャム 2009年11月14日
- フリートウッド・マック 2009年12月11日・12日
- ホイットニー・ヒューストン 2010年3月6日・7日